# Hypogastrura lapponica
Hypogastrura lapponica är en urinsektsart som först beskrevs av Axelson 1902.  Hypogastrura lapponica ingår i släktet Hypogastrura och familjen Hypogastruridae. Arten är reproducerande i Sverige. Inga underarter finns listade i Catalogue of Life.